# Caecomyces
Caecómyces (лат.) — род анаэробных грибков из семейства Neocallimastigaceae. Виды известны в Европе, Азии и Америке, выделены из содержимого рубца овцы, индийского быка и слепой кишки лошади.

## Виды
- Caecomyces communis J.J. Gold, I.B. Heath & Bauchop, 1988
- Caecomyces equi J.J. Gold, 1988
- Caecomyces sympodialis Y.C. Chen, S.D. Tsai & C.Y. Chien, 2007